# Ribostamicină
Ribostamicina este un antibiotic din clasa aminoglicozidelor, fiind un analog de neomicină.